# 사야마촌 (야마구치현)
사야마촌(佐山村)은 야마구치현 요시키군에 존재했던 촌이다. 현재는 야마구치시 남부에 해당한다.
1944년 4월 1일에 야마구치시와 주변 1시 3정 6촌과 신설합병해 소멸하였다. 

## 역사
- 1899년 4월 1일 - 아지스촌의 일부가 분립해 사야마촌이 성립하였다.
- 1944년 4월 1일 - 구 야마구치시, 오토시촌, 아이오후타지마촌, 히라카와촌, 스에촌, 오고리정, 가가와촌, 아지스정, 나타지마촌과 합병해, 새로운 야마구치시가 성립, 동일 사야마촌은 폐지되었다.